# Turac ventreblanc
El turac ventreblanc o turac de ventre blanc (Criniferoides leucogaster) és una espècie d'ocell de la família dels musofàgids (Musophagidae) que habita boscos i sabanes de l'Àfrica oriental, des d'Etiòpia i Somàlia, cap al sud, fins al centre i nord-est de Tanzània. Tradicionalment inclòs al gènere Corythaixoides, segons la classificació del HBC Alive 2017 seria l'única espècie del gènere Criniferoides.